# El Piñon
El Piñon är en kommun i Colombia.   Den ligger i departementet Magdalena, i den norra delen av landet, 600 km norr om huvudstaden Bogotá. Antalet invånare är 17 035. Arean är 581 kvadratkilometer.
Terrängen i El Piñon är huvudsakligen platt.